# 四国OHENROエンターテインメント
四国OHENROエンターテイメント（しこくオヘンロ・エンターテイメント）は、四国を中心に活動している、ご当地文化振興、スポーツ振興、青少年健全育成を目的とした実行委員会。

## 概要
2013年9月、フライングキッド市原が地元徳島に本拠地を置いて四国のエンターテイメントを最大限に使い四国の各地を巡って地域活性化の輪を広げる目的で設立。徳島出身プロレスラーが多く協力している。

## 歴史
- 2013年10月5日、東新町商店街アーケードで開催されたイベント「ミステリーシャワー」で怪奇プロレスが行われた。
- 2014年4月13日、フジグラン北島で開催されたイベント「四国OHENROご当地きゃら祭り2014」で四国OHENROプロレスが行われた。
- 10月25日、藍場浜公園で開催されたイベント「ご当地グルメフェスティバル」で、ご当地キャラプロレスバトルが行われた。
- 2015年3月1日、徳島市立体育館で「徳島プロレス祭り2015〜フライングキッド市原デビュー25周年〜」を開催。

## 所属選手
- フライングキッド市原
- ウェルカメ仮面
- 豆テンタマン
- 山ちち
- 化け猫

## スタッフ

### リングアナウンサー
- 津田の六右衛門

### 最高顧問
- 福田の大将

## テレビ出演
- たまたま金曜日（テレビ徳島）
- ちちんぷいぷい（毎日放送）
- FNNスーパーニュースアンカー（関西テレビ）